# Stantec
Stantec Inc. er en canadisk multinational konsulentvirksomhed indenfor arkitektur, design og ingeniørvidenskab. Virksomheden blev etableret af Don Stanley i 1954 som D. R. Stanley Associates i Edmonton, Alberta. De har over 26.000 ansatte på over 400 lokationer.